# Vanne d'arrêt
 (avril 2021).
Si vous disposez d'ouvrages ou d'articles de référence ou si vous connaissez des sites web de qualité traitant du thème abordé ici, merci de compléter l'article en donnant les références utiles à sa vérifiabilité et en les liant à la section « Notes et références ».
Pour les articles homonymes, voir Vanne (homonymie).

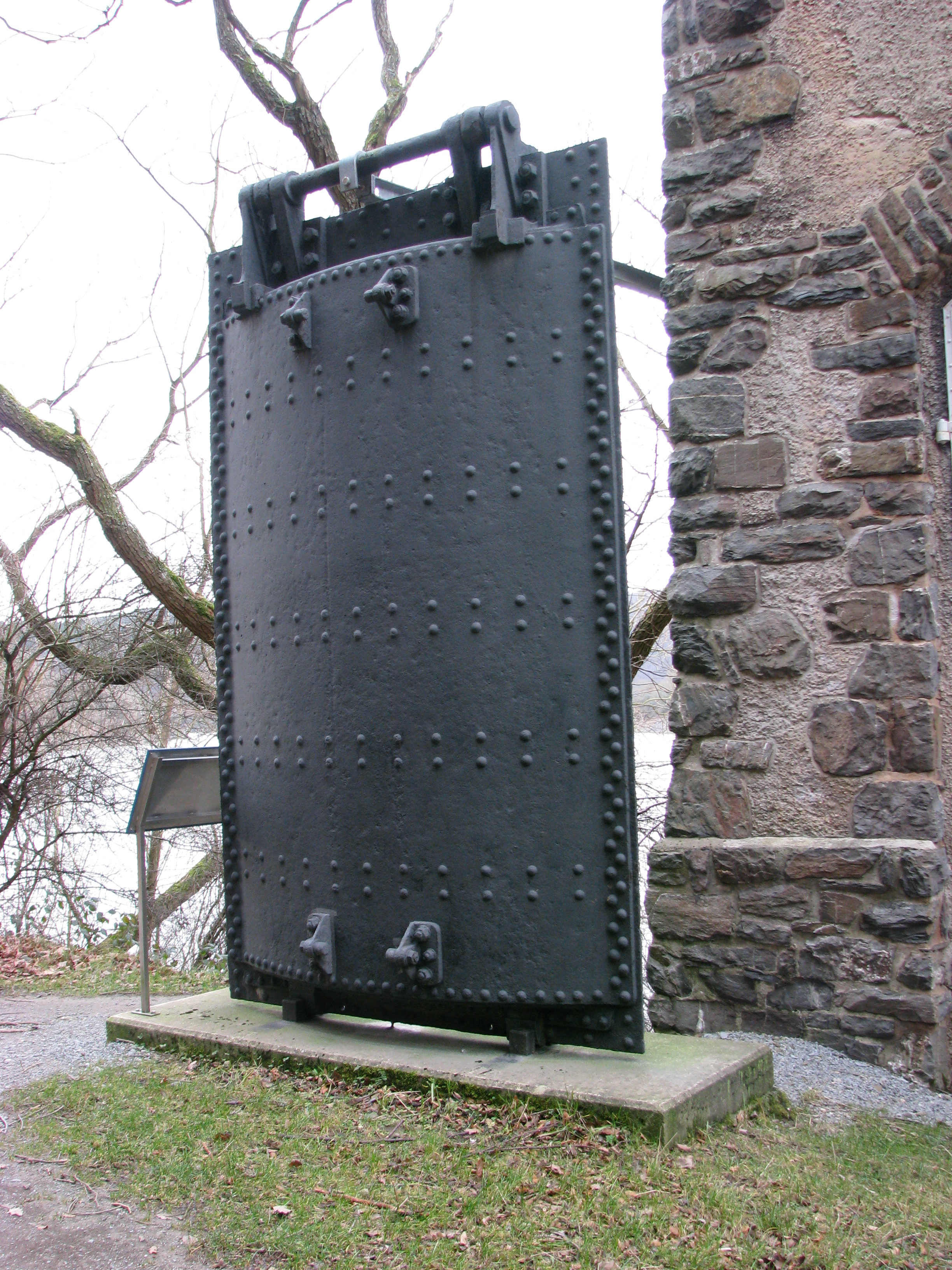
Vanne d'arrêt de 7 tonnes de 1905

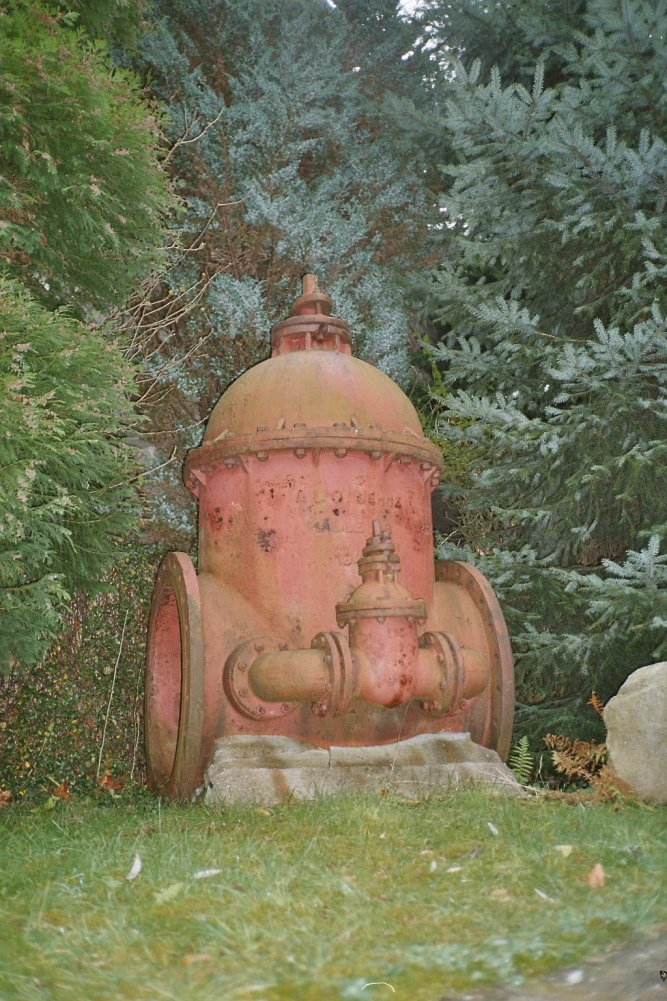
Vanne d'arrêt avec Bypass pour faciliter l'ouverture en équilibrant les pressions de chaque côté de la vanne.

Une vanne d'arrêt est un organe de réseau qui sert à ouvrir ou fermer complètement la section d'une conduite,,,. Une vanne fermée permet, par exemple, de réaliser des travaux dans la partie suivante du réseau.
À la différence d'une vanne de régulation, une vanne d'arrêt ne sert pas à réguler le débit mais juste à le stopper complètement.

## Vanne d'arrêt pour conduite d'eau potable

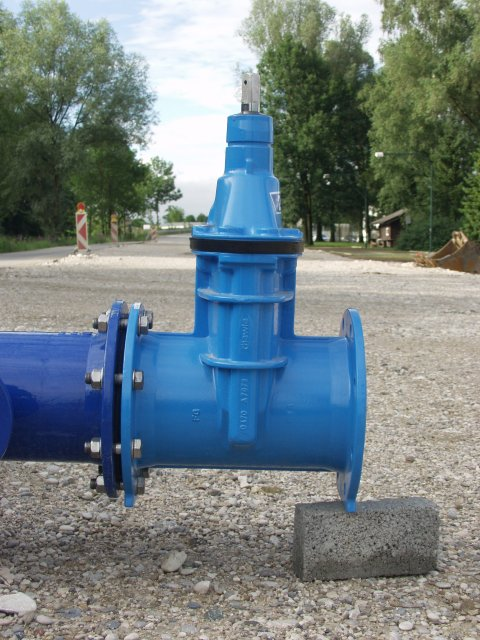
Vanne d'arrêt pour une conduite de diamètre de section ø200 mm

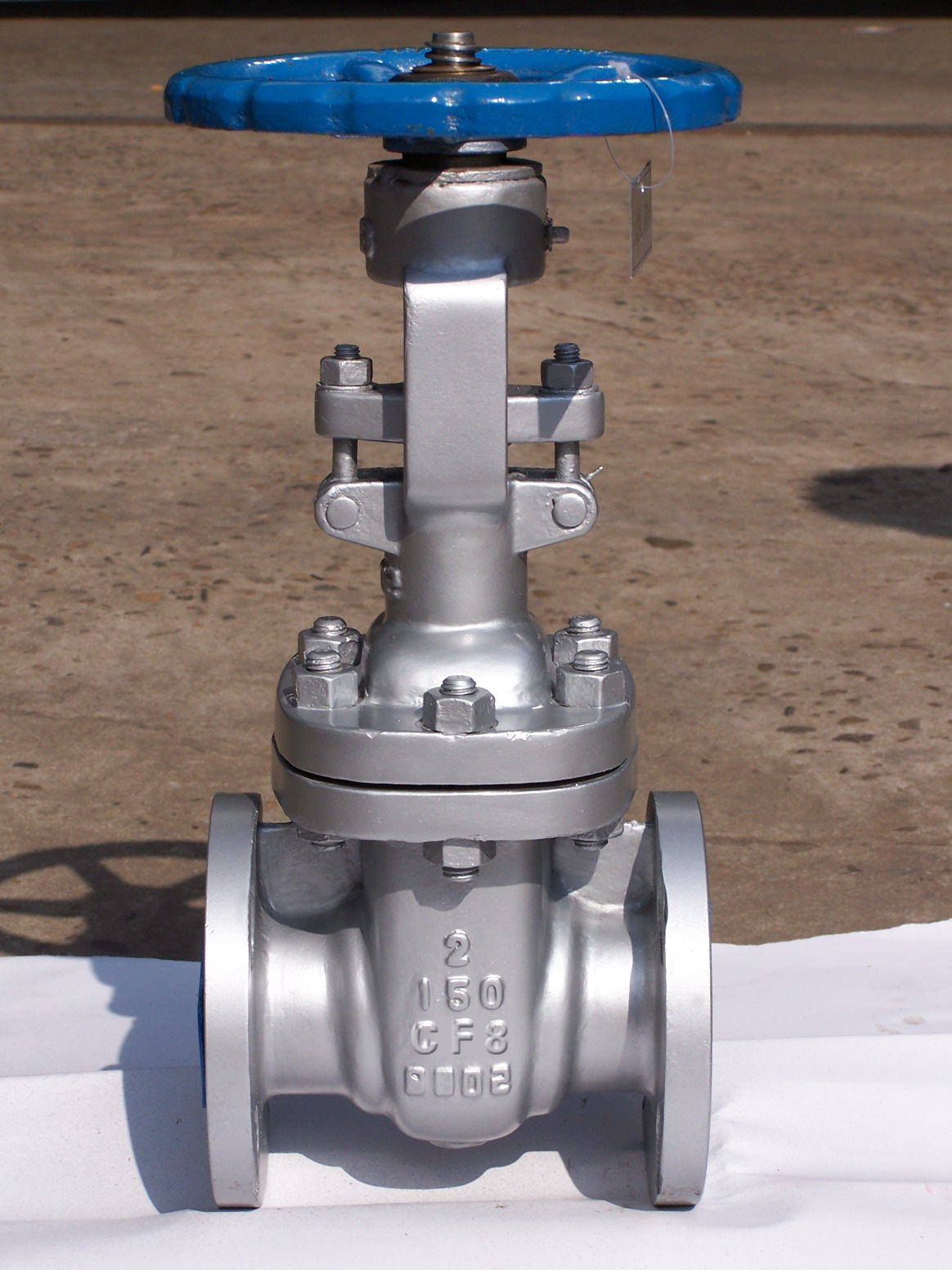
Vanne d'arrêt

Avec une vanne d'arrêt, il est possible d'isoler des parties du réseau pour différentes interventions comme lors d'une fuite ou de travaux.
Pour les canalisations enterrées, la vanne peut être manœuvrée depuis la surface grâce à une clé à vanne. En France, les clés peuvent faire plusieurs mètres de longueur pour atteindre les vannes. En Allemagne, toutes les vannes sont prolongées jusque sous la surface à l'aide d'une barre métallique permettant d'actionner la vanne avec une clé de taille réduite. L'accès aux vannes est fermé par des plaques de fonte dans le bitume. 
Le raccordement des vannes aux canalisations peut se faire par des manchons, des filetages, des embouts emboîtables ou des brides. Voir norme EN 736-1.
Les vannes pour l'eau potable ont des diamètres allant généralement de 50 mm jusque plusieurs mètres. La pression nominale se situe en général autour de 16 bars. Les vannes sont produites en acier inoxydable, en plastique et le plus souvent en fonte ductile. La fonte ductile est plus flexible et moins cassante que la fonte.

### Vanne à étanchéité métallique
Les vannes à étanchéité métallique comportent un corps et un obturateur en métal. Au début de l'industrialisation, les vannes d'arrêt utilisaient exclusivement des étanchéités métalliques car mis à part le cuir aucun autre matériel n'était disponible pour créer une étanchéité élastique. Le désavantage de ce type de construction est la sensibilité aux dépôts (sable, calcaire etc.) qui peuvent rapidement compromettre l'étanchéité. De plus, pour une bonne étanchéité la vanne requiert un usinage très précis. 
Aujourd'hui les vannes à étanchéité métallique sont surtout utilisées dans l'industrie en raison de leur robustesse.

### Vanne à étanchéité élastomère
Un joint élastomère est fixé autour de coin d'arrêt et permet une étanchéité maximale. Cette étanchéité permet notamment l'utilisation sur les conduites de gaz. 
Les vannes d'arrêt modernes possèdent un coin d'arrêt universel en élastomère qui presse le corps de la vanne. Les irrégularités du corps métallique sont compensées par la déformation de l'élastomère. Sur les réseaux de distribution d'eau potable ou d'eau industrielle, les vannes à étanchéité élastomère sont majoritairement utilisées en raison de leur coût moins élevé et de leur sécurité de fonctionnement, à savoir : une étanchéité importante, une longue durée de vie et un faible entretien.